# Олдфилд, Энни
Энни Олдфилд (1 января 1683, Лондон — 23 октября 1730, Лондон) — английская актриса.

## Биография
Родилась в Лондоне в семье солдата. Она была какое-то время ученицей швеи, пока не привлекла внимание Джорджа Фаркухэра, когда он услышал несколько строк из какой-то пьесы, продекламированные ей. После этого она была приглашена в труппу театра Друри-Лейн, где, как считается, её красота, а не актёрские способности, медленно увеличивала её известность, и только примерно десять лет спустя она стала считаться лучшей актрисой своего времени. Особенно она была непревзойдённой в жанре так называемой «вежливой комедии», и даже обычно сдержанный Сиббер признавал, что её вклад в успех пьесы The Careless Husband (1704) не меньший, чего его; в пьесе она сыграла роль Модной Леди, которую ей первоначально дали с неохотой и только по причине того, что Сюзанна Вербругген была больна. В трагедии она также снискала славу, и список её ролей, сыгранных в них, многие из которых впервые были сыграны именно ею, является длинным и разнообразным.
Она, по мнению театральных критиков XVIII и XIX веков, была «театральным идолом» своего времени. Её изящная манера игры и общий образ благовоспитанной леди были предметом восхищения её современников, а её красота и великодушие стали предметом внимания неисчислимых панегиристов, а также насмешек со стороны недоброжелателей. О ней и её манерах и привычках с иронией писал поэт Александр Поуп — например, что она якобы не мыслила быть похороненной в шерстяном платье. Когда она умерла в возрасте 47 лет, якобы «весь двор и половина жителей Лондона были в слезах».
Она разделила своё состояние, для того времени довольно значительное, между её сыновьями, один из которых был рождён от Артура Мэйнваринга (1668—1712) — который оставил ей и своему сыну половину своего состояния после его смерти, — а второй был рождён от лейтенант-генерала Чарльза Черчилля (ум. 1745), также Чарльз. Олдфилд была похоронена в Вестминстерском аббатстве ниже монумента поэту Конгриву, но когда Черчилль попросил разрешения установить там памятник в её честь, декан Вестминстера не разрешил этого делать.